# Thomas de Maiziere
Karl Ernst Thomas de Maizière (phát âm tiếng Đức: [də mɛzi̯ɛːɐ̯], sinh ngày 21 tháng 1 năm 1954) là một chính khách người Đức (CDU) từng là Bộ trưởng Bộ Nội vụ Liên bang kể từ ngày 17 tháng 12 năm 2013 trong nhiệm kỳ thứ ba của thủ tướng Angela Merkel. Là người thân cận của Merkel, ông từng giữ chức vụ Chánh văn phòng Đức và Bộ trưởng Ngoại giao Đức tại Bộ Nội vụ Merkel, từ năm 2005 đến năm 2009. Ông là Bộ trưởng Bộ Nội vụ từ năm 2009 đến năm 2011 và Bộ trưởng Bộ Quốc phòng từ năm 2011 đến năm Năm 2013.
Cùng với Wolfgang Schäuble và Ursula von der Leyen, Maizière là một trong ba bộ trưởng đã liên tục phục vụ trong tủ của Chancellor Angela Merkel kể từ khi bà nhậm chức năm 2005. Cùng với Ursula von der Leyen, ông đã được nhiều người xem như một người kế nhiệm có thể trong tương lai chức thủ tướng của Merkel.
Trước khi được bổ nhiệm vào nội các liên bang, ông từng là bộ trưởng nội các của chính quyền bang Saxony, bao gồm cả các nhân viên, bộ trưởng tài chính và bộ trưởng bộ tư pháp.